# Среднезападная фондовая биржа
Среднезападная фондовая биржа — фондовая биржа в США, образованная в результате слияния Чикагской, Кливлендской и биржи Миннеаполис—Сент-Пола в 1949 году. В 1993 году биржа изменила своё наименование на Чикагскую фондовую биржу.

## Некоторые другие биржи, поглощенные или слившиеся со Среднезападной биржей[1]
- 1959 год — Фондовая биржа Нового Орлеана